# Finkovo
Finkovo este o localitate din comuna Ribnica, Slovenia.